# Atherinomorus lacunosus
Atherinomorus lacunosus és una espècie de peix pertanyent a la família dels aterínids
present a la conca Indo-Pacífica: des del mar Roig
i l'Àfrica oriental fins a les illes Hawaii
 Samoa,
les illes Fènix, el sud del Japó -incloent-hi les illes Ogasawara-,
Queensland -Austràlia- i Nova Caledònia.
És un peix d'aigua marina i salabrosa, associat als esculls i de clima subtropical (32°N-23°S, 38°E-154°W) que viu entre 1-39 m de fondària.
Pot arribar a fer 25 cm de llargària màxima. El cos és de color verd, groc clar o marronós amb la meitat superior sempre més fosca que la resta. 5-8 espines i 8-11 radis tous a l'aleta dorsal i 1 espina i 12-17 radis tous a l'anal. 38-43 vèrtebres. La majoria de les escates són vorejades de negre.
Menja zooplàncton i petits invertebrats bentònics.
A Sud-àfrica és depredat per Hydroprogne tschegrava.
És inofensiu per als humans i venut fresc, en salaó o assecat.